# 凤城街道 (宿州市)
凤城街道，是中华人民共和国安徽省宿州市萧县下辖的一个乡镇级行政单位。于2022年5月成立。

## 行政区划
凤城街道下辖以下地区：
ID“Template:PRC admin/data/34/13/22/001/000”在系统中是未知的。请使用一个有效的实体ID。。